# Aemilia rubiplaga
Aemilia rubiplaga là một loài bướm đêm thuộc phân họ Arctiinae, họ Erebidae.